# Lishi
Lishi is een stad in de provincie Shanxi van China. Lishi heeft ongeveer 240.000 inwoners. Lishi is ook een arrondissement. Lishi ligt in de prefectuur Luliang, waar het de zetel van is.